# Chiesa di San Donato (Vallerano)
La chiesa di San Donato è una chiesa cattolica che si trova a Vallerano, nel comune di Murlo.
La chiesa e i terreni circostanti appartennero fino al XIV secolo ai canonici del Duomo di Siena. A partire dal Cinquecento ebbe un rettore proprio, e dal 1598 passò nel vicariato di Murlo. In epoca più vicina, per l'abbandono del borgo da parte della popolazione, anche la chiesa subì un progressivo degrado, già segnalato alla fine dell'Ottocento, nel 1944 il villaggio subì un breve scontro con i tedeschi fino alla recente alienazione. Quando i fedeli erano più numerosi, vi si svolgevano molte cerimonie liturgiche, dalla festa del santo patrono, il 7 agosto, alla cosiddetta "festa dell'acqua di primavera"; devozione particolare era riservata alla reliquia del braccio di San Valerio.